# Gand-Wevelgem 1995
La Gand-Wevelgem 1995, cinquantasettesima edizione della corsa, si svolse il 5 aprile 1995, per un percorso totale di 207 km. Fu vinta dal danese Lars Michaelsen, al traguardo con il tempo di 4h56'00" alla media di 41,959 km/h.
Partenza con 190 ciclisti: di essi 112 tagliarono il traguardo.

## Ordine d'arrivo (Top 10)
| Pos. | Corridore          | Squadra        | Tempo    |
| ---- | ------------------ | -------------- | -------- |
| 1    | Lars Michaelsen    | Festina        | 4h56'00" |
| 2    | Maurizio Fondriest | Lampre         | s.t.     |
| 3    | Luc Roosen         | Vlaanderen     | a 9"     |
| 4    | Mario Cipollini    | Mercatone Uno  | a 17"    |
| 5    | Giovanni Lombardi  | Polti          | s.t.     |
| 6    | Zbigniew Spruch    | Lampre         | s.t.     |
| 7    | Wilfried Nelissen  | Lotto-Isoglass | s.t.     |
| 8    | Erik Zabel         | Deutsche Tel.  | s.t.     |
| 9    | Stefano Zanatta    | Aki-Gipiemme   | s.t.     |
| 10   | Marco Serpellini   | Lampre         | s.t.     |